# Эг-Вив (Эро)
Эг-Вив (фр. Aigues-Vives) — коммуна региона Окситания департамента Эро во Франции.
Население составляет 354 человек, площадь — 12,81 км². Соответственно плотность населения составляет 27,63 чел./км².
Муниципалитет расположен на расстоянии примерно 620 км к югу от Парижа, 120 км западнее Монпелье.